# Iglesia La Luz del Mundo
La Iglesia del Dios Vivo Columna y Apoyo de la Verdad «La Luz del Mundo» (o, simplemente, La Luz del Mundo) es una organización cristiana unicitaria y restauracionista presente en diversos países, cuya sede central se ubica en la ciudad mexicana de Guadalajara.
Según las cifras oficiales del Instituto Nacional de Estadística y Geografía (Inegi), hacia el 2000 La Luz del Mundo tenía menos de doscientos mil miembros en México, mientras que para el 2010 contaba con 188,326 miembros en ese país. Esto difiere considerablemente de las estadísticas propias de la organización, la cual hablaba, para el 2000, de cerca de un millón y medio de seguidores en México, y de unos cinco millones de seguidores en total, sumando a los otros 28 países en que estaba presente. Al 2025, se habla de un total de más  de 6 millones de fieles en el mundo. Asimismo, según su sitio web oficial, en 2014 habrían realizado un total de cinco millones de bautismos en cincuenta países. Con todo, se ha afirmado que es la segunda iglesia con mayor cantidad de fieles en México, considerando que la Iglesia católica es la primera.
Según sus creencias, se trata de la «verdadera iglesia» fundada por Jesucristo en el siglo I, restaurada en 1926 por Eusebio Joaquín González. Si bien solo se considera a sí misma una iglesia cristiana, algunos estudiosos la clasifican como parte de los movimientos religiosos del pentecostalismo unicitario, por su origen y prácticas religiosas.
Fue fundada en Guadalajara, México, el 6 de abril de 1926, por Eusebio Joaquín González. Fue dirigida por Samuel Joaquín Flores, hijo del fundador, desde 1964 hasta su muerte, en 2014, cuando lo sucedió su hijo Naason Joaquín García, detenido en 2019 fue condenado en 2022 en los Estados Unidos a 16 años y 8 meses de prisión por tres cargos de abuso sexual a menores de edad, tras declararse culpable.

## Historia y autoridades

### Fundación
La Luz del Mundo fue fundada por Eusebio Joaquín González, quien nació en 1896 en Colotlán (Jalisco). De una familia de escasos recursos, durante la revolución mexicana se unió al ejército constitucionalista y luchó contra los rebeldes desde 1915 hasta el final de la guerra en 1921. En 1926, mientras servía en Coahuila, entró en contacto con ministros de la Iglesia Apostólica de la Fe en Cristo Jesús y dejó el ejército. Con su esposa, Elisa Flores, vivió un tiempo en Monterrey, trabajando al servicio de los líderes de esa iglesia, hasta que Joaquín González proclamó haber recibido una revelación el 6 de abril de 1926 en la que Dios le habría dado el nombre de «Aarón» y le encomendó restaurar la primitiva iglesia cristiana.[cita requerida]
Con su esposa viajó durante ocho meses, hasta llegar a Guadalajara, Jalisco. En ese momento, Jalisco era el centro de la Guerra Cristera, un movimiento radical de católicos involucrado en un conflicto armado contra de la administración del presidente Plutarco Elías Calles. Allí, un número considerable de seguidores, especialmente de escasos recursos, se adhirió a sus creencias.[cita requerida]
El 18 de julio de 1943, Joaquín González afirmó recibir otra revelación divina, que le dijo que se bautizara y, con él, toda la iglesia «en el nombre del Señor Jesucristo».[cita requerida] En 1953, el entonces gobernador de Jalisco le obsequió al dirigente religioso catorce hectáreas al este de la ciudad de Guadalajara, e inició una colonia llamada «Hermosa Provincia», la cual continúa siendo la más importante de la organización.[cita requerida] Joaquín González falleció el 9 de junio de 1964, a los 66 años de edad.

### Segunda presidencia (1964-2014)
Samuel Joaquín Flores nació el 14 de febrero de 1937 en Guadalajara[cita requerida] y fue bautizado en la iglesia La Luz del Mundo a los 14 años. Se convirtió en parte del cuerpo ministerial de la iglesia y obtuvo el control de la iglesia a los 27 años, después del fallecimiento de su padre Joaquín González. Durante el liderazgo de Joaquín Flores, la organización se centró en el crecimiento internacional a través de una estrategia misionera.[cita requerida]
De acuerdo con la iglesia, Joaquín Flores fue apóstol y también ángel del apocalipsis, quien mediante un sueño o visión en Veracruz, Dios le dijo que era ese ángel. Falleció el 8 de diciembre de 2014, a los 77 años, en Guadalajara, Jalisco.

#### Colonia Hermosa Provincia
A principios de la década de 1950, Joaquín González adquirió catorce hectáreas en las afueras de Guadalajara para fundar la comunidad de Hermosa Provincia alrededor de su iglesia. En los primeros años de su fundación y gracias a una relación positiva con el gobierno de Marcelino García Barragán, el estado implementó los servicios de drenaje, agua potable y alumbrado público. En sus comienzos, tuvo cercanía y vínculos con el Partido Revolucionario Institucional (PRI), primero, y después también con el Partido Acción Nacional (PAN).
Hacia el año 2000, la colonia Hermosa Provincia contaba con un hospital, servicio de primeros auxilios, una farmacia, un mercado, dos unidades deportivas, un jardín de niños, escuelas, correo, registro civil, un banco, una librería y una estación de policía.
Los gobiernos de Guadalajara han otorgado a esta iglesia apoyo para la realización de sus celebraciones, como la Santa Convocación. Algunos diputados han participado en las celebraciones del cumpleaños de Joaquín Flores. La iglesia ha sido criticada por la obtención de servicios públicos a cambio de apoyo político.

#### Sede internacional

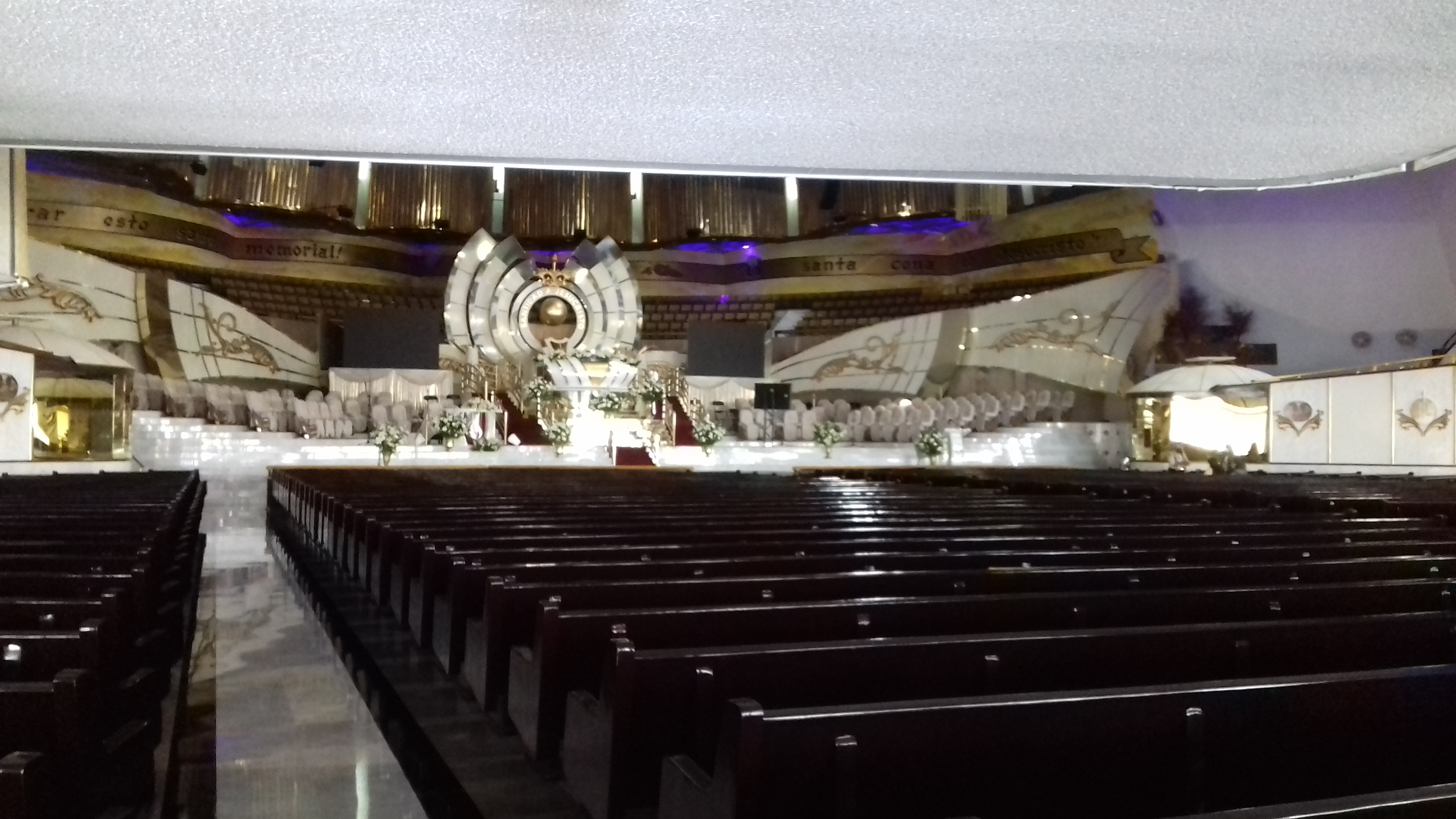
Interior del templo Sede Internacional, en Guadalajara, Jalisco.

La iglesia, ubicada en la ciudad de Guadalajara, es la sede internacional de la organización, está registrada ante la Secretaría de Gobernación con la clave SGAR 7. Se caracteriza por su estructura piramidal, y se construyó entre 1983 y 1991 con los aportes económicos de sus miembros. Es el edificio religioso más alto de la ciudad, y el de mayor tamaño de Latinoamérica, puede albergar a 12.000 personas y se utiliza para las ceremonias anuales. Los miembros acuden desde todo el mundo cada 14 de agosto para celebrar la Santa Cena, y en 2012 celebraba el cumpleaños de Samuel Joaquín Flores cada 14 de febrero.
La colonia que rodea el templo es conocida como Hermosa Provincia y es un barrio habitado casi exclusivamente por miembros de la iglesia. En otras comunidades de México, los miembros suelen vivir cerca unos de otros y alrededor de sus templos, y se establecen pequeños barrios.[cita requerida]
El primer templo de la Luz del Mundo se fundó en 1934, en el barrio San Juan de Dios, de Guadalajara, y después se trasladó a la calle 12 de octubre.
En los años 2000 compró un zoológico de casi 140 hectáreas llamado «Silver Wolf Ranch» en las afueras de Seguin, Texas.

### Tercera presidencia (2014-presente)
Naasón Joaquín García nació el 7 de mayo de 1969 en Guadalajara, Jalisco. El 14 de junio de 1992 se casó con Alma Zamora, con quien tiene 3 hijos. Antes de convertirse en líder de La Luz del Mundo, fue ministro del grupo en Santa Ana, California, y anteriormente sirvió como ministro para otras congregaciones en California y Arizona.
Naasón es el tercer líder de la luz del mundo en sucesión, nieto del fundador Eusebio Joaquin Gonzalez a quien se le conoció como Aaron, e hijo de Samuel Joaquín Flores a quien sucedió como máximo jerarca de la Luz del Mundo una semana después de su muerte, el 14 de diciembre de 2014. De acuerdo con la iglesia, Naasón Joaquín García es apóstol y también ángel del apocalipsis. Fue homenajeado en el Instituto Nacional de Bellas Artes y Literatura. Desde el 4 de junio de 2019 esta detenido en Los Ángeles, California, esperando a cumplir su condena el 4 de enero de 2036.

## Doctrina

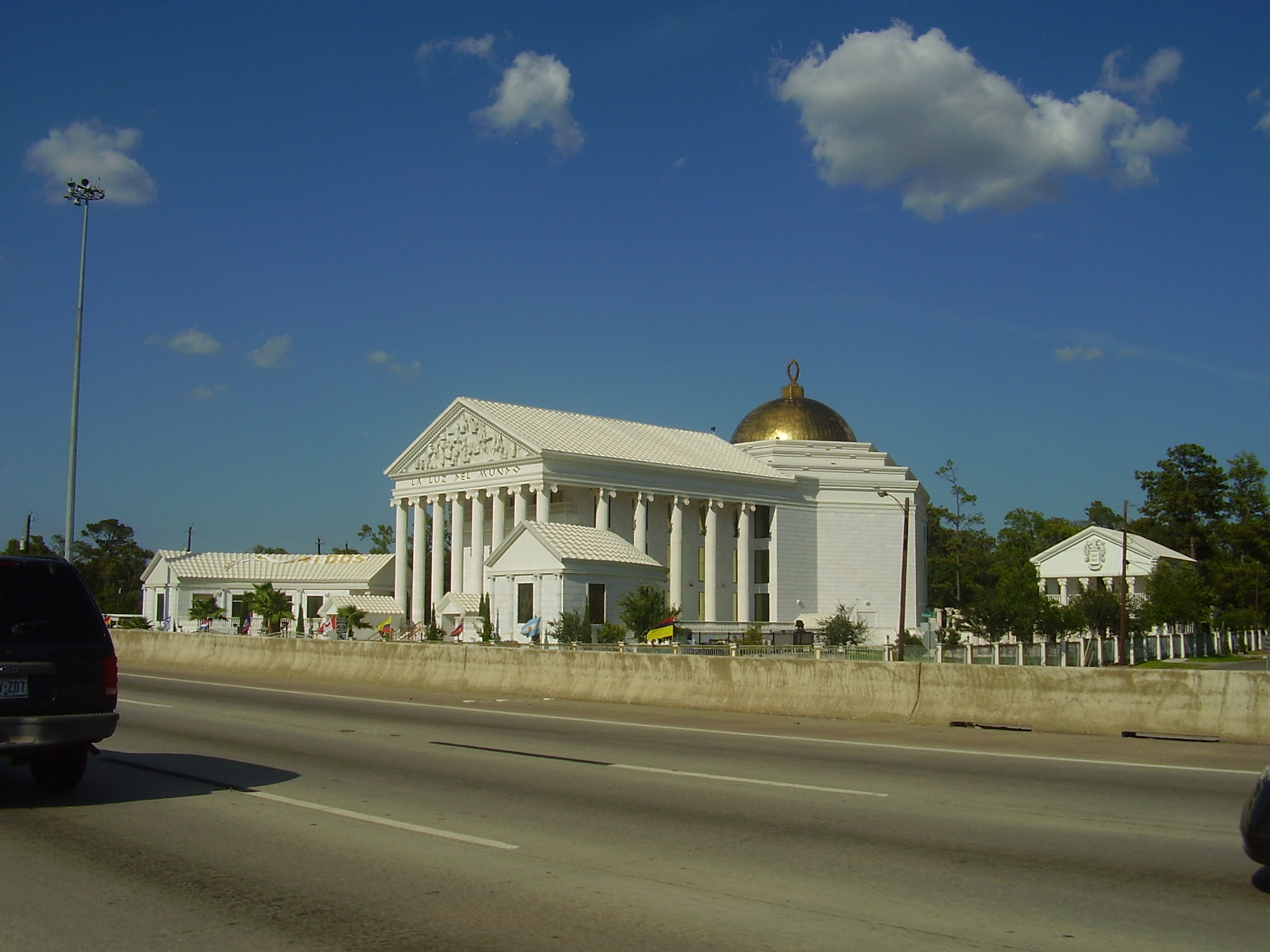
Templo de la Luz del Mundo en Houston, Texas.

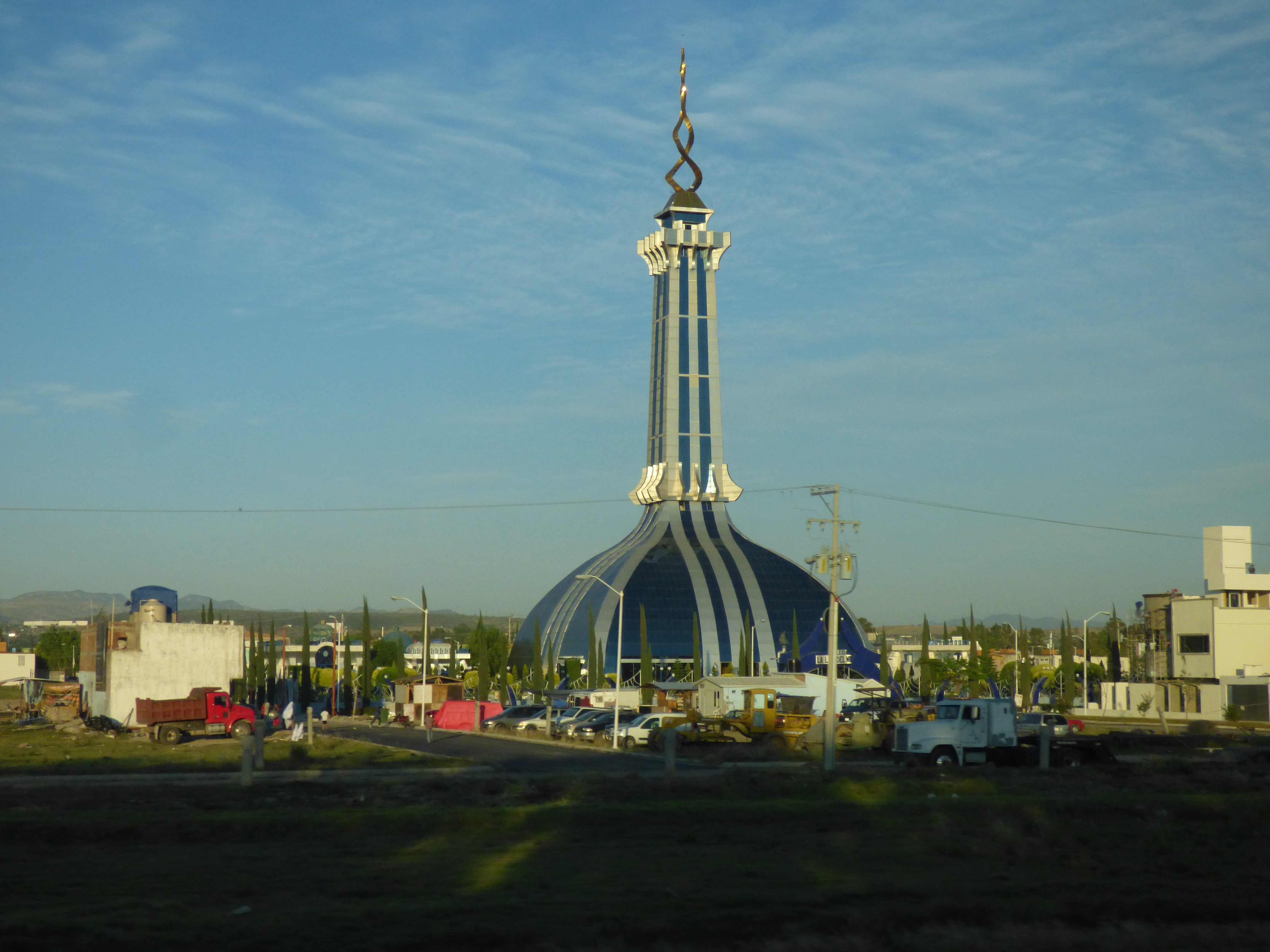
Templo de la Luz del Mundo en Silao, Guanajuato.

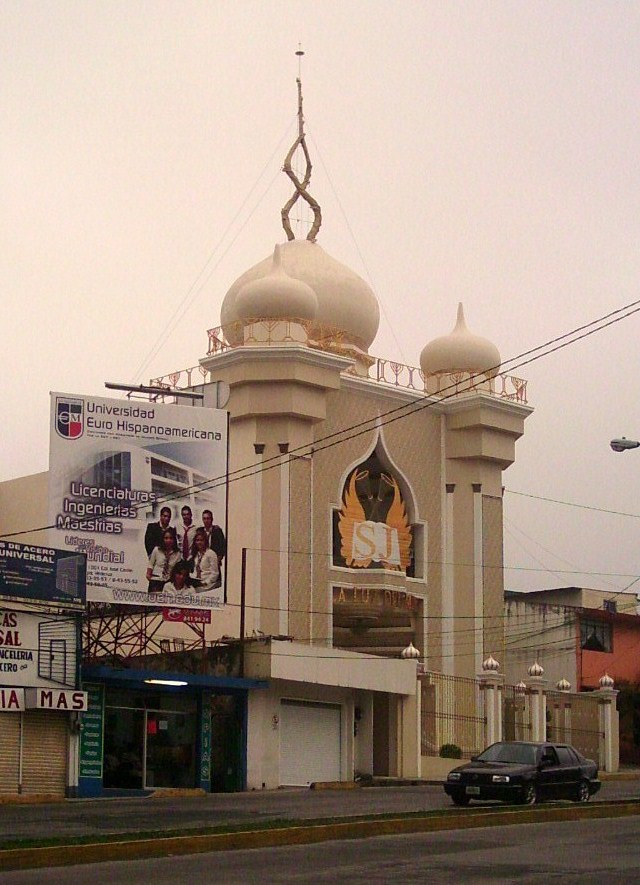
Templo de La Luz del Mundo en Xalapa, Veracruz.

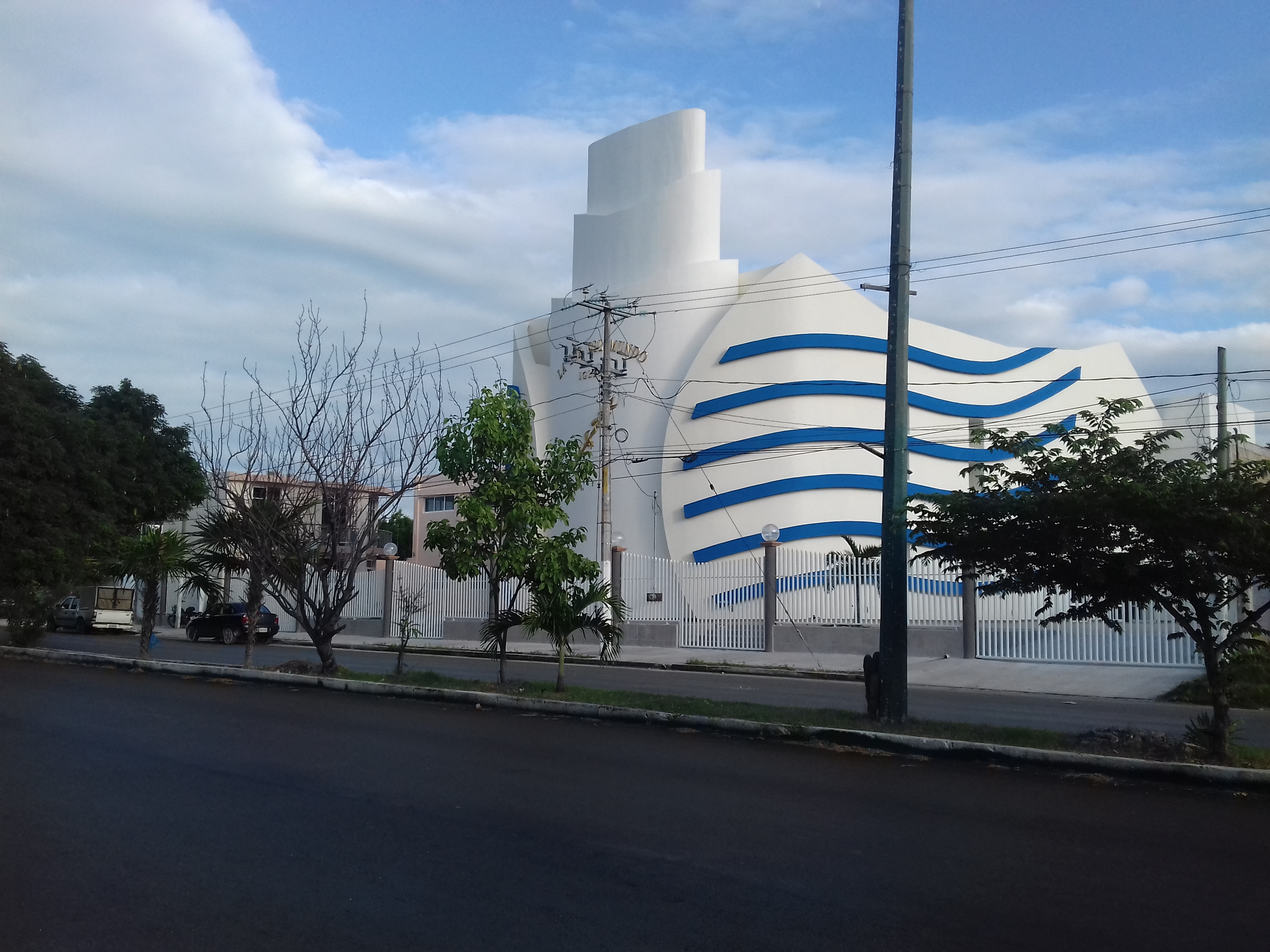
Iglesia La Luz del Mundo en Cancún, México, en 2017.

### Doctrina fundamental
La Luz del Mundo establece sus principios en la Biblia. Sus creencias son monoteístas, y sostienen que Jesucristo es hijo de Dios y salvador del mundo, y que fue encarnado en la Virgen María por intervención del Espíritu Santo y que su muerte fue un sacrificio humano y agradable a Dios. Por tratarse de una Iglesia no trinitaria —que rechaza la doctrina de la Santísima Trinidad—, es decir, unitarista, en La Luz del Mundo se bautiza «en el nombre de Jesucristo» y no «en el nombre del Padre, del Hijo y del Espíritu Santo». Consideran que el bautismo en agua es válido sólo en nombre de Jesucristo, y que es una confirmación de que el hombre puede acceder al Reino de los cielos. Creen que la Iglesia establecida por Jesucristo es para todas las naciones y para todo aquel llamado a la salvación. Creen en la segunda venida de Cristo. Sostienen que cada hombre tiene libre albedrío, incluida la elección del credo religioso. Creen en "la ciencia como un don de Dios, cuyo conocimiento debe servir a las más grandes causas de la humanidad" y afirman que "imponer determinados estados civiles, despojar los bienes y atentar contra la integridad familiar va en contra de los principios éticos y morales".

### Otras creencias y prácticas
Consideran que la Biblia, a la que llaman “letra muerta”, únicamente puede ser interpretada por los enviados de Dios, que son varones.
Los miembros de esta iglesia consideran que Samuel Joaquín Flores nació muerto y que su padre le infundió vida, haciéndole superior al resto de los seres humanos, independientemente de su edad. Creen que como apóstol, su autoridad es vitalicia; se lo considera un mediador entre el mundo profano y el mundo sagrado; los aaronitas (como se les llama) dicen que: «Solo se puede llegar a Dios a través del siervo Samuel, sólo se puede alcanzar la salvación eterna en nombre de Samuel». Los creyentes de la Luz del Mundo consideran que Joaquín Flores les proporciona bienestar espiritual y material. También sostienen que es omnisciente.
Al igual que los pentecostales, creen en la glosolalia pero, a diferencia de los pentecostales clásicos, creen que el hablar en lenguas es la confirmación para llegar a ser hermanos espirituales y entrar en el reino de Dios, y que éstas lenguas únicamente pueden ser otorgadas al momento de recibir el Espíritu Santo.
Existe, dentro de su estructura organizacional, un nepotismo sagrado, es decir, se les da la preferencia a los parientes para ocupar cargos o empleos, en este caso de orden divino. La iglesia venera a Elisa Flores, a quien llamaban «la jefecita». En 2011, Eva García, esposa de Joaquín Flores, es venerada al igual que sus hijos y nietos. En las casas de los feligreses pueden observarse sus fotografías en las paredes. Sin embargo, María no es sujeto de veneración, y en los lugares de culto no se encuentra imagen alguna de santos, cruces ni ninguna otra representación que pueda considerarse objeto de culto.
La iglesia no cuenta con un cuerpo gobernante, sino que el líder fue establecido por mandato divino. Todos los miembros tienen que participar y contribuir a la iglesia, a la que consideran su familia. De acuerdo con De la Torre y Fortuny (1991), los miembros creen que cada persona está en su justo lugar, y esos papeles se perciben como algo natural, divino, y no se sienten dominados ni tampoco sienten que las actividades que realicen sean imposiciones. Sus cultos de alabanza y de adoración son únicamente con sus voces, y enseñan canciones para el uso en general, con frecuencia en coros.[cita requerida] De forma similar a la iglesia católica, Aarón y Samuel son considerados intercesores de los hombres ante Dios, y sustituyen así a la Virgen de Guadalupe o a los santos.

## Organización interna
La Luz del Mundo se encuentra dividida, a nivel internacional, en cinco zonas: América del Norte, Centroamérica, América del Sur, España y Australia. Cuenta con alrededor de 3000 ministros y 3500 templos en todo el mundo.

### Estructura eclesiástica
La organización interna de la iglesia es piramidal, con autoridades con diversas funciones:
- El apóstol es la máxima autoridad de la iglesia, se lo considera impuesto por la voluntad divina y es un mediador entre Dios y los hombres que posee cualidades extraordinarias. También es llamado el ungido de Dios sobre la tierra.[1]
- Los pastores supervisan las jurisdicciones a su cargo y organizan a los ministros que se encuentran en las iglesias.
- Los diáconos ofician los sacramentos y tienen un don de discernimiento, utilizado únicamente para reconocer cuándo alguien habla en lenguas y para aprobar las nuevas uniones a la hermandad.
- Los doctorados son oficiales que se cree que tienen el don de sanación; son muy pocos los ministros con este don.
- Los encargados están relacionados con los miembros de manera más directa y siguen de cerca la vida de los creyentes, supervisando su vida cotidiana. Llevan un registro de cada persona en donde anotan la asistencia a las oraciones y consagraciones, la constancia del diezmo, la participación en las obras de construcción y de la iglesia y las faltas cometidas.
- Los obreros son los miembros que aspiran a tener cargos ministeriales.

### Administración
En el plano administrativo, la Luz del Mundo está dirigida por el director internacional, cargo que ocupa Samuel Joaquín Flores, junto con los siguientes ministerios:
| - Ministerio de Salud y Bienestar Social - Ministerio de Relaciones Públicas - Ministerio de Cultura y Educación Cristiana - Ministerio Ceremonial | - Ministerio de Terrenos y Obras Materiales - Ministerio de Honor y Justicia - Ministerio de Ortodoxia - Ministerio de Finanzas y Estadísticas |

| Apóstol | Nombre                       | Periodo                                     |
| ------- | ---------------------------- | ------------------------------------------- |
| 1.º     | Eusebio Joaquín González     | 6 de abril de 1926 - 9 de junio de 1964     |
| 2.º     | Samuel Joaquín Flores        | 9 de junio de 1964 - 8 de diciembre de 2014 |
| 3.º     | Naasón Merarí Joaquín García | 14 de diciembre de 2014 - actual            |

### Las mujeres dentro de la iglesia

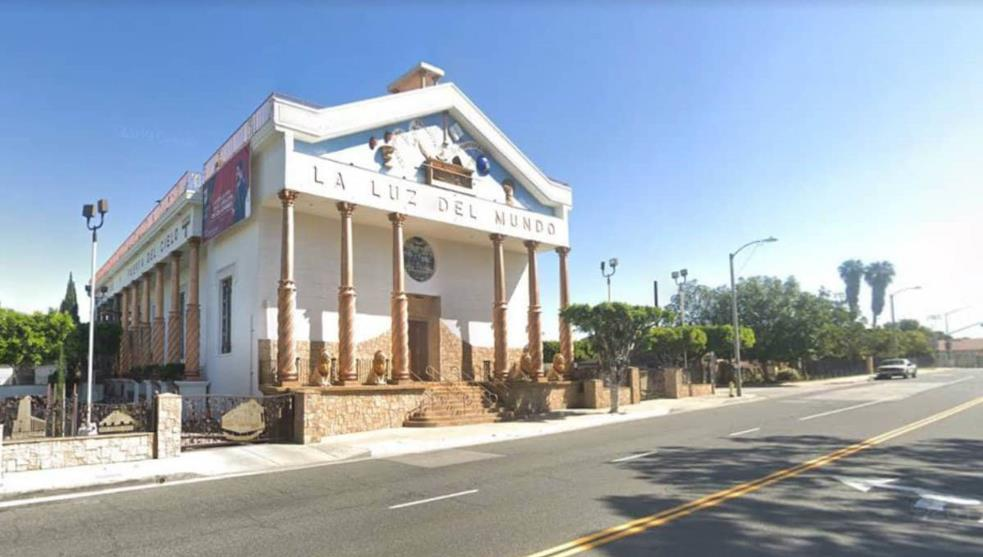
Iglesia La Luz Del Mundo En Los Ángeles, California.

Las mujeres tienen grupos de oración exclusivos y no pueden oficiar oraciones generales, predicar o hablar en el púlpito, así como tampoco hablar, preguntar o leer las escrituras en las reuniones en las que hay varones.
Las mujeres dentro de La Luz del Mundo tienen una jerarquía, encabezada por las diaconisas, quienes tienen funciones similares a las de los hombres, a excepción de la de ministrar los sacramentos. Las mujeres no pueden ser pastoras ni tampoco apóstoles. Las encargadas, por lo general, son esposas de los pastores; se dedican a servir en la comunidad de la iglesia, a mantener el orden y a controlar la conducta de las mujeres. También participan en los hospitales como ayudantes, al igual que en escuelas, albergues, la biblioteca de la iglesia, templos, obras de construcción y en los huertos de Getsemaní pertenecientes a la organización. También se encargan de organizar y dirigir las oraciones de las mañanas exclusivas para las mujeres, las consagraciones, la labor de evangelizar en compañía de sus esposos, adoctrinar a los fieles, conceder permisos y consejos a las mujeres cuando  les es requerido o ante algún problema.
Las mujeres solteras deben destinar su tiempo libre a la iglesia, en su cuerpo de protección social, en su coro o en colaboración en la construcción de templos, en la evangelización o en la asistencia a las asociaciones civiles de la organización.

### Otras instituciones dependientes
La iglesia promueve la educación y la eliminación de analfabetismo entre sus comunidades mediante escuelas primarias y secundarias. La Luz del Mundo creó un Centro Universitario incorporado a la Universidad de Guadalajara que cuenta con carreras como contaduría, administración de empresas, derecho e informática.
La organización insta a los feligreses a que constituyan asociaciones civiles, como la Asociación de Profesionales o el Grupo Elisa, que busca ayudar a las personas más desprotegidas de la comunidad y dar alojamiento a los miembros de las iglesias durante las principales celebraciones. La Fundación Maestro Samuel Joaquín Flores proporciona becas para estudiantes de escasos recursos.

## Cultura de la iglesia

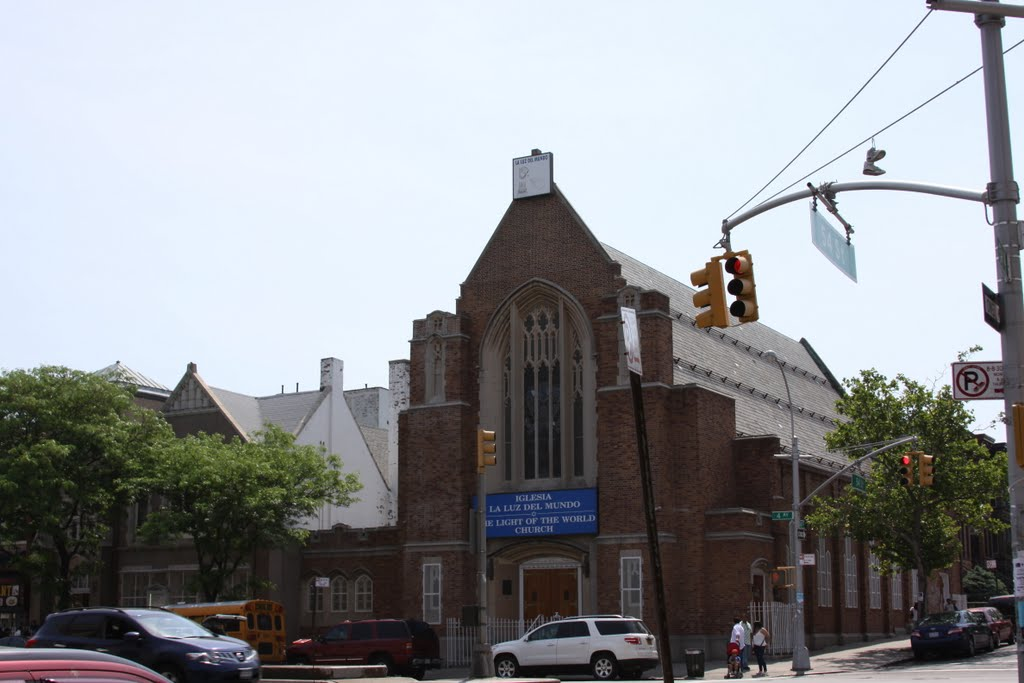
Iglesia La Luz Del Mundo en la Ciudad De Nueva York.

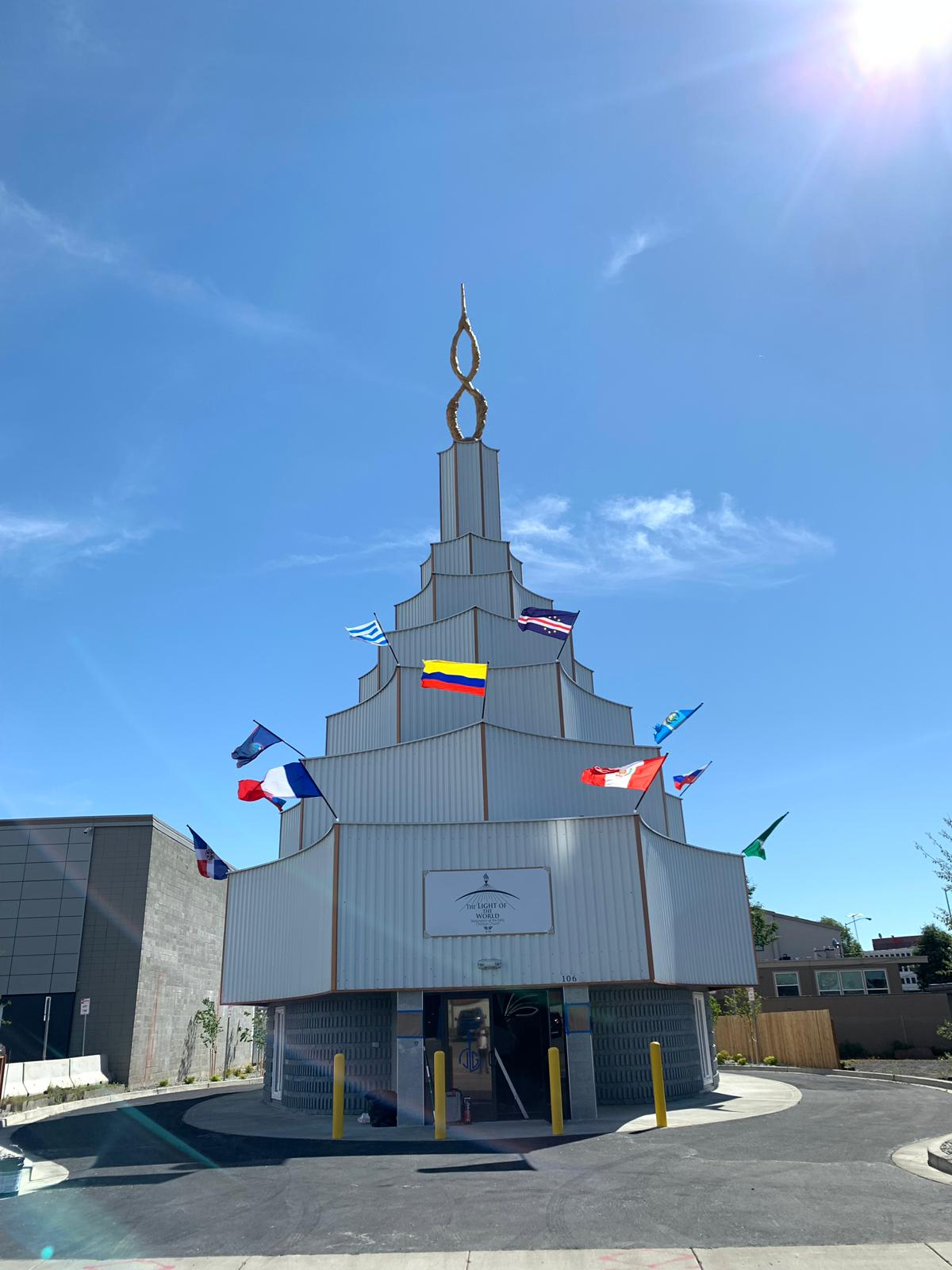
Iglesia La Luz Del Mundo en Anchorage, Alaska, E.U.

### Aspectos generales
La iglesia regula la vestimenta que utilizan los creyentes; por lo general, las mujeres deben usar faldas largas hasta los tobillos, no deben cortarse el cabello ni usar maquillaje, aretes o soguillas, y al entrar al templo deben usar velos, y los hombres deben usar saco y corbata. Se recomienda, por ser consideradas cosas mundanas, no fumar, usar palabras altisonantes, asistir a los bailes, al cine y al teatro. Los creyentes tienen prohibido ver televisión, escuchar música que no sea la de la organización religiosa (incluyendo música cristiana de otras denominaciones), no pueden cotillear, estar ociosos o ser vanidosos.
Los roles femeninos y masculinos se definen en una jerarquía: la mujer está subordinada al hombre, y este debe ser el proveedor de los bienes de su familia. El desempleo es mal visto por los feligreses, que entre ellos pueden ayudarse para conseguir trabajo, además de aprender nuevos oficios. Los fieles contribuyen a las finanzas de la iglesia, a través de los diezmos.
La iglesia no celebra Navidad ni tampoco Semana Santa, sino el 14 de febrero (el nacimiento de su apóstol) y la celebración de la Santa Cena en lugar del año nuevo.

### Liturgia
La liturgia practicada dentro de la iglesia es muy organizada. Entonan himnos y cantos, alternándolos con lecturas de la Biblia; los fieles acuden a dar sus testimonios, se realizan predicaciones y hay oraciones en conjunto. En las reuniones generales de la iglesia, las mujeres deben estar sentadas del lado derecho del templo y los hombres del lado izquierdo.
El hablar en lenguas es una de las prácticas realizadas en la iglesia, y el "recibir al Espíritu Santo" constituye una acto de seguridad de pertenecer a la "iglesia verdadera cristiana" y de que todas las demás "no lo son". Las mujeres son las personas que más experimentan en hablar en lenguas con respecto a los hombres.

## Críticas a la iglesia

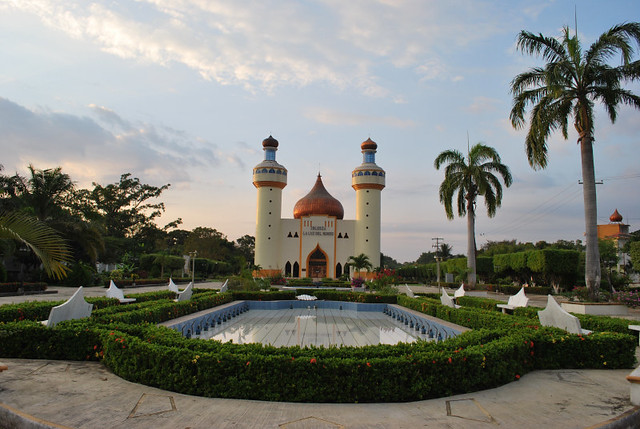
Templo en Tapachula, Chiapas

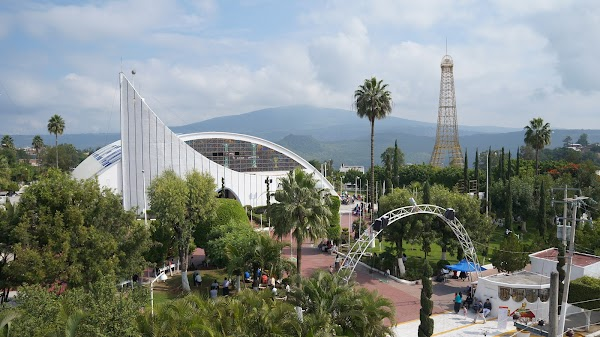
Iglesia la luz del mundo en Colonia Bethel, en Guadalajara Jalisco

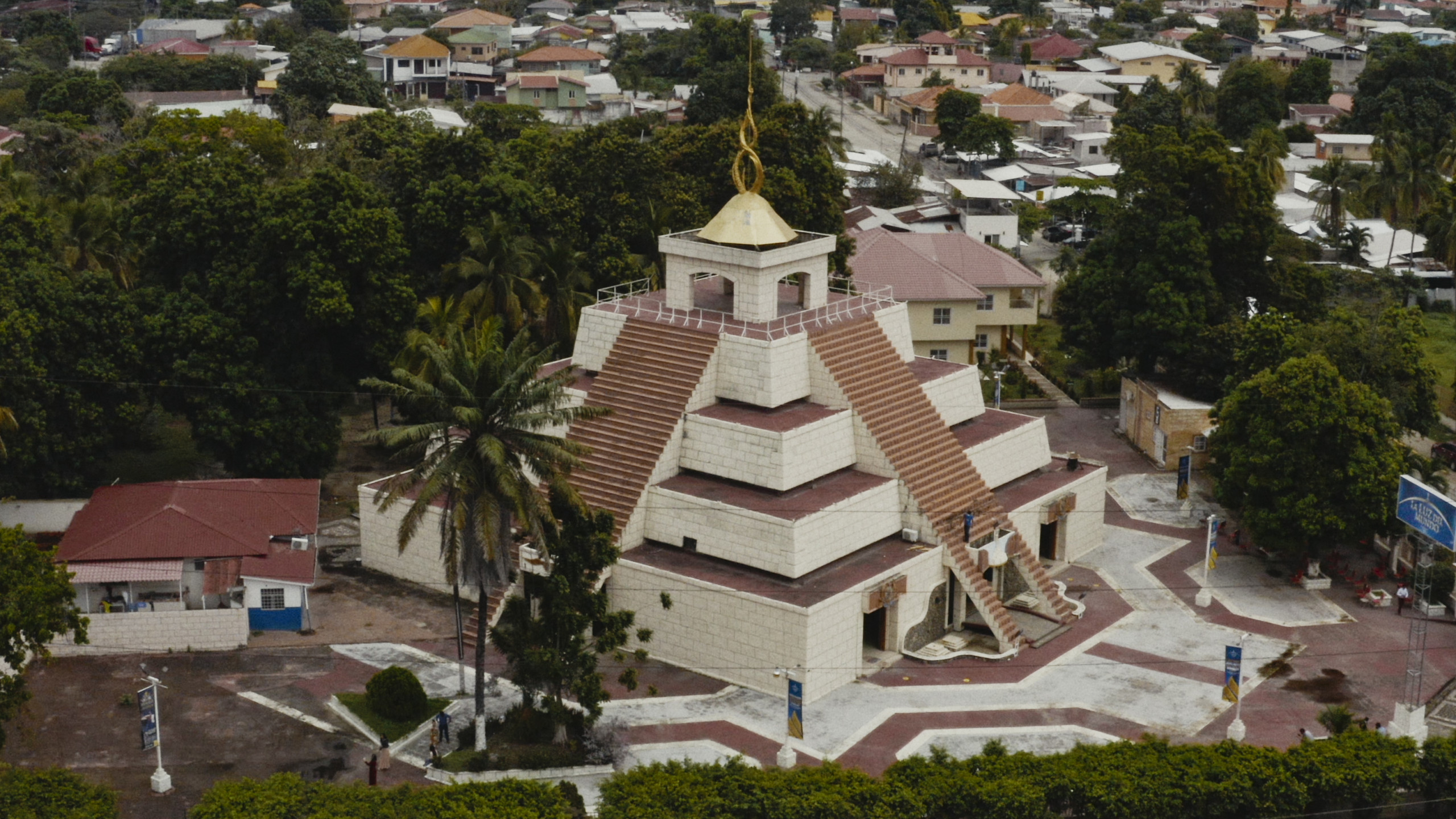
Templo en San Pedro Sula Honduras

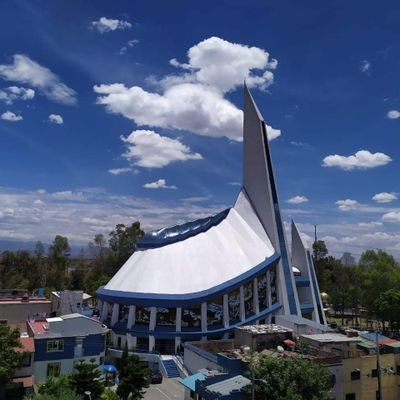
Templo en la Comunidad de México

### Sectarismo
La Luz del Mundo ha sido criticada por llevar a cabo prácticas características de las sectas religiosas, como planear, organizar, dirigir y controlar la vida de sus miembros dentro y fuera de la iglesia.
Los encargados del día son los responsables de realizar las consagraciones de la mañana. Están divididos por sexo, edad y estado civil, y las mujeres no se mezclan con los hombres. Estos encargados tienen a su vez diez ayudantes, que vigilan la asistencia y la conducta de los miembros (los grupos son de 60 personas). Cada vez que se suscitan problemas o anomalías, se reportan a los encargados o a las encargadas para llamarles la atención, según la doctrina de la organización.
Para que los fieles puedan ser reconocidos como miembros activos dentro de la organización, suelen acudir diariamente al templo, sin que sea formalmente una obligación, aunque lo sea de manera psicológica.
El sectarismo religioso dentro de las mujeres es por medio de las encargadas, que son las que controlan las salidas de las colonias, otorgan permisos para trabajar, realizar estudios, tener una relación de noviazgo o casarse, resuelven los problemas del matrimonio, controlan las visitas familiares, la regulación de la natalidad y la atención médica. Las mujeres promueven actos de exaltación hacia su apóstol. Cuando se les presentan visiones o revelaciones, se considera que es Joaquín Flores quien aparece dándoles comprensión, protección y acompañamiento.
La iglesia se considera a sí misma la religión verdadera y la única iglesia legítima, por lo que su relación con otras denominaciones protestantes es nula y se consideran sectas. Esto provoca que, a su vez, otras iglesias proclamen a la Luz del Mundo como una secta religiosa, inclusive en el mismo plano pentecostal.

### Participación política
Según un artículo de Los Angeles Times, que cita a la prensa mexicana, la iglesia ha atravesado acusaciones de abuso sexual y prácticas propias de las sectas religiosas. La misma fuente asegura que la iglesia está estrechamente ligada al Partido Revolucionario Institucional (PRI).

### Cantidad de miembros
En su sitio web oficial, aseguran que tienen 1.5 millones de miembros en México. Sin embargo, en el último censo del INEGI (año 2010) figura que la organización religiosa cuenta con 188,326 miembros en México.
En Guadalajara, existen 18 colonias de la iglesia, y también las hay en Nayarit, en Chiapas y en Veracruz, entre otros.

## Controversias de sus líderes

### Abuso sexual
El 26 de diciembre de 1942, Guadalupe Avelar, una joven de 13 años, acusó a Eusebio Joaquín González de abusar sexualmente de ella y luego amenazarla. Según Jorge Erdely y Lourdes Argüelles, Avelar tuvo un hijo, Abel Joaquín Avelar, quien Joaquín González más tarde reconoció y registró como tal. Luego de la muerte de Joaquín González, Abel Joaquín Avelar huyó del grupo, sintiéndose amenazado.
En 1997 y 1998, Moisés Padilla, joven miembro disidente de La Luz del Mundo, fue entrevistado por varios antropólogos y psicólogos de América Latina. Entre otros testimonios, dio una descripción detallada de una ocasión en la que, siendo menor de edad, fue drogado y víctima de abuso sexual por parte de Samuel Joaquín Flores. Poco después, según Los Angeles Times, Padilla fue secuestrado y apuñalado 57 veces.
En 1997, un grupo de mujeres presentó acusaciones de haber sido violadas por Joaquín Flores. Después de iniciar una investigación formal por medio del Departamento de Estado sobre Libertad Religiosa y la fiscalía estatal, las autoridades mexicanas afirmaron que, debido a que los hechos ocurrieron hace mucho tiempo (veinte años) para un reporte inicial, era improbable que el caso se llevara a juicio. Los investigadores concluyeron que los recursos y nexos políticos explican la impunidad de los abusos sexuales y la violación de derechos humanos que han ocurrido dentro de la organización. Ese mismo año, la iglesia fue acusada en la televisión mexicana por varios testimonios de abuso sexual por parte de mujeres pertenecientes a ella. Tales acusaciones fueron presentadas por el Instituto Cristiano de México de Anti-cultos, que exigió la revocación del reconocimiento de La Luz del Mundo como iglesia.

#### Condena por abuso sexual infantil
El 4 de junio del 2019, el actual líder de la iglesia Naasón Merarí Joaquín García, fue detenido en los Estados Unidos de América y confesó abuso sexual infantil, tráfico de personas, pornografía infantil, entre otros delitos, y se encuentra en prisión condenado a 16 años y 8 meses de cárcel.
En febrero de 2020 fue presentada una demanda federal en los Estados Unidos contra la Iglesia La Luz del Mundo y Naasón Joaquín García que alega que Naasón y su padre Samuel Joaquín Flores abusaron sexualmente de una niña del sur de California con regularidad desde que tenía doce años hasta que cumplió los dieciocho.

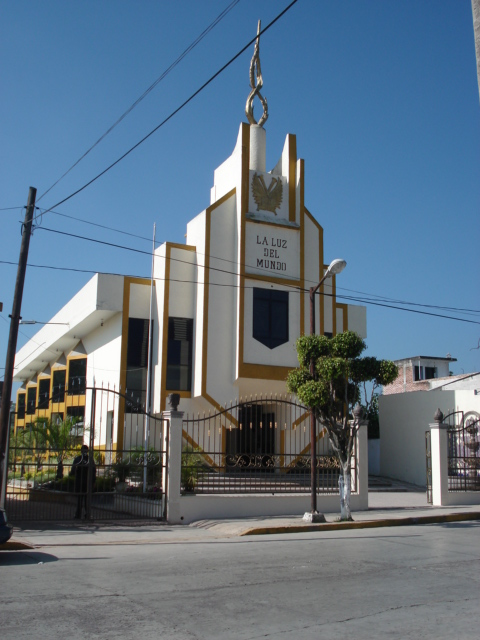
Templo de La Luz del Mundo en Coatepec, Veracruz.

### Rancho Silver Wolf
En mayo de 2008 se hizo público que Samuel Joaquín Flores compró un zoológico llamado «Silver Wolf Ranch» en las afueras de Seguin, Texas. La parcela está valuada impositivamente en 1,7 millones de dólares (2008). Las comunidades locales criticaron a Samuel por negarle acceso al público, dado que «las leyes federales de EE. UU. requieren que las organizaciones exentas de impuestos promuevan activamente su propósito para el beneficio al público, y no para su riqueza personal». El zoológico no se encuentra (2008) abierto al público.
De acuerdo con el atlas de la diversidad religiosa en México publicado en 2007, La Luz del Mundo presenta, de entre todas las adscripciones religiosas que se profesan en México, el 3.º lugar en analfabetismo con un promedio de 10.6 % (superada por los Nativistas con el 29.9 % y por las Iglesias no católicas históricas con el 15.2 %), siendo 10.1 % el promedio nacional en cuanto a analfabetismo se refiere; por otra parte, La Luz del Mundo tiene en promedio el 2.º lugar más bajo de educación escolar con el 6.2 %, siendo 8.6 % el promedio nacional. Sin embargo, La Luz del Mundo ha tenido los mayores avances en la alfabetización generacional.